# Hvannafelli
Hvannafelli är ett berg i Färöarna (Kungariket Danmark).   Det ligger i sýslan Suðuroyar sýsla, i den södra delen av landet, 60 km söder om huvudstaden Tórshavn. Toppen på Hvannafelli är 222 meter över havet. Hvannafelli ligger på ön Suðuroy.
Terrängen runt Hvannafelli är lite kuperad. Havet är nära Hvannafelli söderut. Runt Hvannafelli är det ganska glesbefolkat, med 29 invånare per kvadratkilometer. Närmaste större samhälle är Vágur, 2,7 km söder om Hvannafelli. Trakten runt Hvannafelli består i huvudsak av gräsmarker.